# Margot Sauerbruch
Margot Sauerbruch, geborene Großmann (* 14. Februar 1905 in Großröhrsdorf bei Dresden; † 3. Februar 1995 in Berlin) war eine deutsche Internistin.

## Leben
Margot Großmann wurde als dritte Tochter der Eheleute Max und Meta Großmann geboren, die Fabrikbesitzer der damals größten Firma im Rödertal waren.
Nach einer ersten gescheiterten Ehe ging sie eine zweite Verbindung mit einem Diplomaten, dem deutschen Gesandten Hinrichs in Guatemala, ein. Da sie das Klima in Mittelamerika nicht vertrug, kehrte Margot Großmann jedoch bald zurück nach Europa. Sie begann, Medizin zu studieren. Ihre Tochter ließ sie bei den Großeltern, die sie aufzogen.
Im Jahr 1939 heiratete Margot Hinrichs in dritter Ehe den 30 Jahre älteren prominenten Chirurgen Ferdinand Sauerbruch, mit dem sie von da an im Berliner Ortsteil Grunewald lebte.
Nachdem 1960 das Buch „Die Entlassung – Das Ende des Chirurgen Ferdinand Sauerbruch“ von Jürgen Thorwald angekündigt wurde, reichte Margot Sauerbruch Klage gegen dieses ein, zog diese jedoch später zurück.
Sie starb am 3. Februar 1995 in Berlin-Wilmersdorf.

## Werdegang
Margot Großmann studierte ab 1930 Medizin in Heidelberg, Genf und Berlin. Dort promovierte sie mit der Schrift Über den Wert der Blutkörperchensenkungsreaktion bei der Erkennung und Beurteilung bösartiger Geschwülste.
Am 1. September 1939 trat sie als Assistenzärztin in die Chirurgische Klinik der Charité ein und arbeitete dort im Wesentlichen als Internistin. Dabei assistierte sie zunächst auch bei Operationen ihres Mannes. Von 1945 bis 1948 war sie in der Chirurgischen Poliklinik tätig. Anschließend arbeitete sie bis zu ihrem Ruhestand als Internistin am Martin-Luther-Krankenhaus in Berlin.
Zusätzlich war sie für 45 Jahre Gesellschafterin und Beraterin der Pharmazeutische und Kosmetische Präparate Böttger GmbH.

## Rezeption
In der historischen Fernsehserie Charité (2. Staffel) der ARD wird Margot Sauerbruch von Luise Wolfram verkörpert.